# Reka Kaialiika
Reka Kaialiika este o arie protejată (sit de importanță comunitară — SCI) din Bulgaria întinsă pe o suprafață de 73,67 ha, integral pe uscat.

## Localizare
Centrul sitului Reka Kaialiika este situat la coordonatele 42°02′39″N 25°20′21″E / 42.0442°N 25.3391°E.

## Înființare
Situl Reka Kaialiika a fost declarat sit de importanță comunitară în martie 2007 pentru a proteja 12 specii de animale.

## Biodiversitate
Situată în ecoregiunea continentală, aria protejată nu include niciun habitat protejat.
La baza desemnării sitului se află mai multe specii protejate:
- amfibieni (1): Triturus karelinii
- mamifere (3): vidră de râu (Lutra lutra), popândău (Spermophilus citellus), dihor pătat (Vormela peregusna)
- nevertebrate (1): Unio crassus
- pești (3): Barbus cyclolepis, zvârluga (Cobitis taenia), boarță (Rhodeus amarus)
- reptile (4): Elaphe sauromates, țestoasa de baltă (Emys orbicularis), Testudo graeca, țestoasă bănățeană (Testudo hermanni)

Pe lângă speciile protejate, pe teritoriul sitului au mai fost identificate 4 specii de amfibieni, 1 specie de nevertebrate, 1 specie de pești, 7 specii de reptile.